# Qingtang, Guangdong
Qingtang är en köping i sydöstra Kina. Den ligger i Yingde i staden Qingyuan i provinsen Guangdong,omkring 130 kilometer nordost om provinshuvudstaden Guangzhou. Antalet invånare är 32 713. Befolkningen består av 16 298 kvinnor och 16 415 män. Barn under 15 år utgör 25,0 %, vuxna 15-64 år 66 %, och äldre över 65 år 7,0 %.